# Municipio de Logan (condado de Dixon)
El municipio de Logan (en inglés: Logan Township) es un municipio ubicado en el condado de Dixon en el estado estadounidense de Nebraska. En el año 2010 tenía una población de 206 habitantes y una densidad poblacional de 2,22 personas por km².

## Geografía
El municipio de Logan se encuentra ubicado en las coordenadas 42°18′33″N 96°57′28″O / 42.30917, -96.95778. Según la Oficina del Censo de los Estados Unidos, el municipio tiene una superficie total de 93 km², de la cual 92,59 km² corresponden a tierra firme y (0,44 %) 0,41 km² es agua.

## Demografía
Según el censo de 2010, había 206 personas residiendo en el municipio de Logan. La densidad de población era de 2,22 hab./km². De los 206 habitantes, el municipio de Logan estaba compuesto por el 94,66 % blancos, el 2,43 % eran de otras razas y el 2,91 % eran de una mezcla de razas. Del total de la población el 4,85 % eran hispanos o latinos de cualquier raza.